# Alfred Fouillée
Pour les articles homonymes, voir Fouillée.

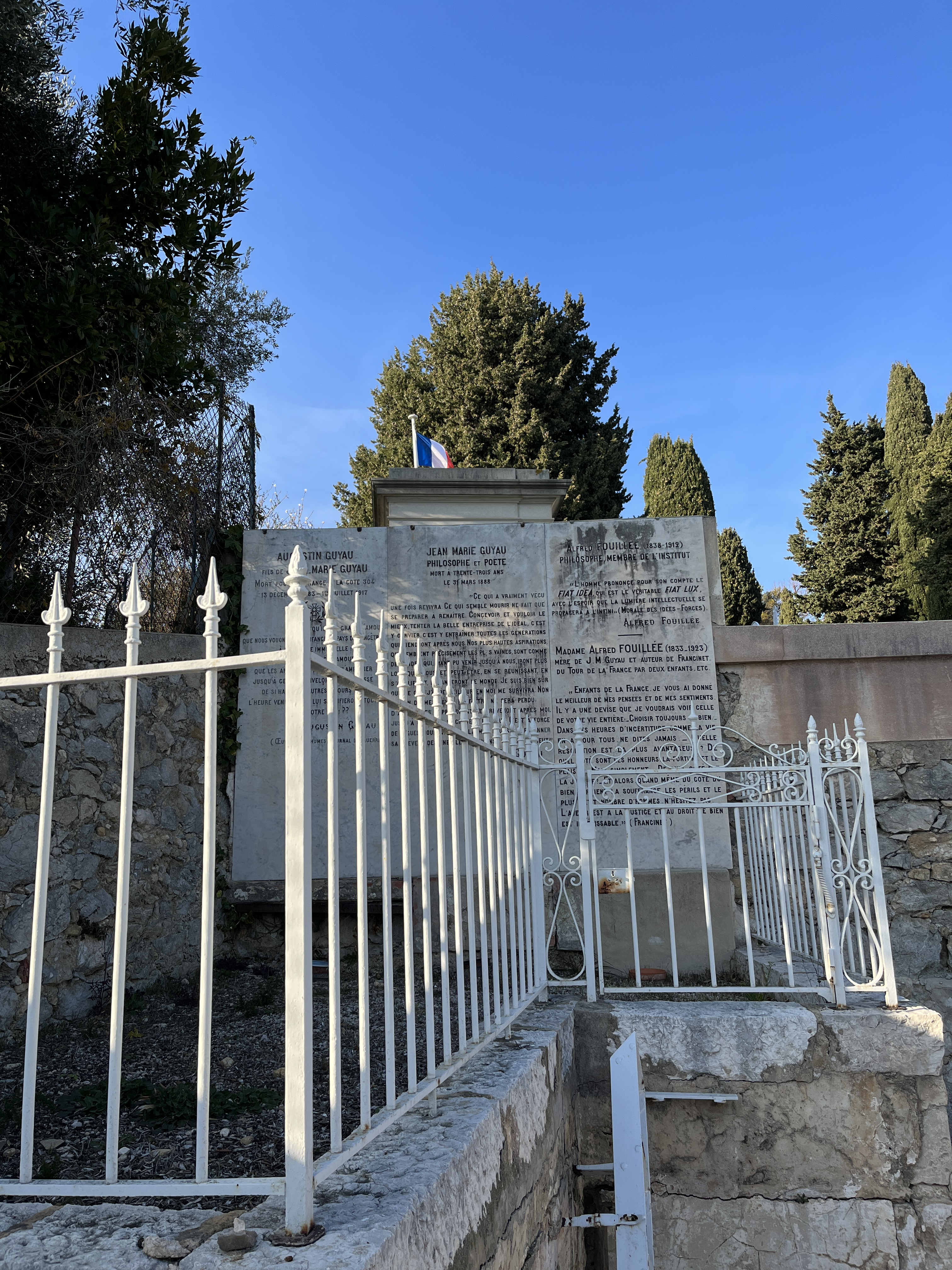
Tombe d'Alfred Fouillée au cimetière du Trabuquet à Menton (Alpes-Maritimes).

Alfred Fouillée, né le 18 octobre 1838 à La Pouëze (Maine-et-Loire) et mort le 16 juillet 1912 à Lyon, est un philosophe français.
Il est l'auteur d'un adage de droit civil : « Qui dit contractuel, dit juste » et est à l'origine de la notion métaphysique d'« idée-force ».

## Biographie
Alfred Fouillée est né à La Pouëze le 18 octobre 1838, son père Julien Fouillée est alors âgé de 42 ans et est régisseur de la carrière de la Fiogée aux ardoisières de La Pouëze.
Il étudie à Laval. D'abord répétiteur, il prépare seul l’agrégation de philosophie. Reçu premier en 1864, il enseigne la philosophie successivement aux lycées de Douai, de Montpellier et de Bordeaux. Ses études sur Platon (1867) et Socrate (1868) sont couronnées par l’Académie des sciences morales et politiques. Nommé maître de conférences à l’École Normale Supérieure en  1872, il reçoit le titre de docteur en philosophie en considération de ses deux essais, Platonis Hippias Minor sive Socratica contra liberum arbitrium argumenta et La Liberté et le déterminisme.
Le travail assidu qu'il prodigue au cours des trois années suivantes pour composer son Histoire de la philosophie (1875) et L'Idée moderne du droit (1878) altère considérablement sa santé, particulièrement sa vue, le contraignant à démissionner de sa charge d'enseignant. Libéré des obligations liées aux cours, il poursuit ses travaux en philosophie, tentant de réconcilier l’idéalisme métaphysique avec les points de vue mécanistes et naturalistes par un éclectisme spéculatif. L'Histoire de la philosophie sera traduit entièrement au Japon entre 1885 et 1886 par le démocrate Nakae Chômin, devenant ainsi la première histoire de la philosophie publiée dans ce pays.
Après une longue liaison, il épouse Augustine Tuillerie, auteur (sous le pseudonyme de G. Bruno) du livre de lecture pour l'enseignement primaire Le Tour de la France par deux enfants. Le fils d'un premier mariage d'Augustine, Jean-Marie Guyau (1854-1888), devient aussi philosophe.

## Philosophie des «idées-forces»
Au fil de trois essais : L’Évolutionnisme des idées-forces (1890), La Psychologie des idées-forces (1893), et La Morale des idées-forces (1907), Fouillée élabore le concept des « idées-forces », c’est-à-dire de l’esprit comme cause efficiente de la propension des idées à se réaliser par une action consciente. Les prolongements éthiques et sociologiques de cette théorie, notamment par la tentative de résoudre l'antinomie de la liberté, dépassent les seuls aspects physiques et psychologiques.
Le projet philosophique de Fouillée se présente au départ comme une tentative de conciliation entre positivisme et idéalisme. Du positivisme, il retient la conception de la science comme mode de connaissance privilégié. Mais les manifestations spirituelles de l'homme étant inaccessibles à l'abstraction scientifique, Fouillée reprend à l'idéalisme la position selon laquelle il existe un savoir spécifiquement philosophique, a priori et introspectif, qui constitue la seule voie d'accès aux phénomènes de l'esprit, dont la connaissance nous révèle directement une partie de la réalité même du monde. 
La conscience est chez Fouillée identifiée à un ensemble d'« idées-forces ». Cette notion souligne la nature active de l'esprit, qui ne peut se réduire à ses manifestations biologiques, et qui ne peut non plus être conçu séparément de son environnement physique. Son souhait de dépasser le biologisme positiviste ne conduit pas Fouillée à une véritable adhésion à l'idéalisme : l'idée-force n'est pas chez lui un principe transcendant, ni même « transcendantal » (au sens kantien), mais un phénomène naturel dont les caractéristiques psychiques et physiques ne sont que des aspects (internes et externes). L'idée-force, en tant que principe psychologique, est interne au sujet, mais ses manifestations extérieures peuvent très bien faire l'objet d'un examen scientifique. Son étude en termes psychologiques nous donne en outre un aperçu de la nature profonde des phénomènes extérieurs.

## Distinctions
- Officier de la Légion d'honneur (1895)[3].

## Œuvres
- Histoire de la philosophie, 1875. Traduit en japonais en 1886 par Nakae Chômin (Rigaku no enkakushi 理学沿革史)
- L'idée moderne du droit en Allemagne, en Angleterre et en France , Librairie Hachette, 1878
- La science sociale contemporaine, Paris, Librairie Hachette, 1885, 2e éd. (1re éd. 1880) (présentation en ligne, lire en ligne) (4e éd., 1904)
- La liberté et le déterminisme, 2e éd., entièrement refondue et très augmentée, Paris, Félix Alcan, coll. « Bibliothèque de philosophie contemporaine », 1884 ( Lire en ligne l'édition de 1890)
- La Philosophie de Platon Tome 1, Tome 2

- Prix Bordin de l’Académie française en 1871
- « Existence et développement de la volonté », Revue philosophique de la France et de l'étranger, vol. 33,‎ 1892, p. 577-600 (lire en ligne)
- Note sur Nietzsche et Lange : « le retour éternel »
- Nietzsche et l'immoralisme, Félix Alcan, coll. « Bibliothèque de philosophie contemporaine », édition 2 (1902) sur wikisource ; éd. 3 (1913) ; éd. 4 (1920)
- La Propriété sociale et la démocratie, 1884 Lire en ligne
- L'avenir de la métaphysique fondée sur l'expérience, Félix Alcan, coll. « Bibliothèque de philosophie contemporaine », Paris, 1889.Lire en ligne
- La morale, l'art et la religion d'après M. Guyau, Paris, Félix Alcan, coll. « Bibliothèque de philosophie contemporaine », 1889  Lire en ligne
- L'évolutionnisme des idées-forces, Paris, Félix Alcan, coll. « Bibliothèque de philosophie contemporaine », 1890.
- Le Socialisme et la sociologie réformiste Lire en ligne
- Humanitaires et libertaires au point de vue sociologique et moral, publié par Augustin Guyau, Paris, F. Alcan, coll. « Bibliothèque de philosophie contemporaine », 1914 Lire en ligne
- Descartes - Les grands écrivains français, Librairie Hachette et Cie, 1893
- La démocratie politique et sociale en France, Félix Alcan, coll. « Bibliothèque de philosophie contemporaine », 1910 Lire en ligne
- La psychologie des idées-forces, Félix Alcan, coll. « Bibliothèque de philosophie contemporaine », 1893 Tome 1, Tome 2
- Le Moralisme de Kant, et l'immoralisme contemporain, 1905 Lire en ligne
- Tempérament et caractère selon les individus, les sexes et les races, Félix Alcan, coll. « Bibliothèque de philosophie contemporaine », 1895 Lire en ligne
- Le Mouvement idéaliste et la réaction contre la science positive, 1896 Lire en ligne
- Le mouvement positiviste et la conception sociologique du monde, Félix Alcan, coll. « Bibliothèque de philosophie contemporaine », 1896 Lire en ligne
- Psychologie du peuple français, Paris, Félix Alcan, coll. «Bibliothèque de philosophie contemporaine», 1898.
- Critique des systèmes de morale contemporains : morale évolutionniste, morale positive, morale indépendante, morale kantienne et néo kantienne, morale pessimiste, morale spiritualiste, morale esthétique et mystique, morale théologique, Paris, Félix Alcan, coll. «Bibliothèque de philosophie contemporaine», 1899.
- L’Idée de justice sociale d’après les écoles contemporaines Revue des Deux Mondes, 4e période, tome 152, p.47-75,1899 .
- L'idée moderne du droit Lire en ligne
- Esquisse psychologique des peuples européens Lire en ligne
- La France au point de vue moral Lire en ligne
- Esquisse d'une interprétation du monde Lire en ligne
- Les Études classiques et la démocratie, 1898 Lire en ligne
- La Conception morale et civique de l'enseignement, 1902 Lire en ligne
- Les éléments sociologiques de la morale, Félix Alcan, coll. «Bibliothèque de philosophie contemporaine», 1905 Lire en ligne